# Primula sinuata
Primula sinuata är en viveväxtart som beskrevs av Adrien René Franchet. Primula sinuata ingår i släktet vivor, och familjen viveväxter. Inga underarter finns listade i Catalogue of Life.